# Culto della personalità

Culto della personalità di Mao Zedong in Cina durante la Grande rivoluzione culturale

Il culto della personalità è una forma di idolatria sociale che generalmente si configura nell'assoluta devozione a un leader, solitamente politico o religioso, attraverso l'esaltazione del pensiero e delle capacità, tanto da attribuirgli doti di infallibilità. Per estensione, l'espressione può anche descrivere l'ossessione dei mass media nei confronti delle celebrità, o la gestione guidata dall'egocentrismo in un'impresa commerciale o industriale.

## In politica

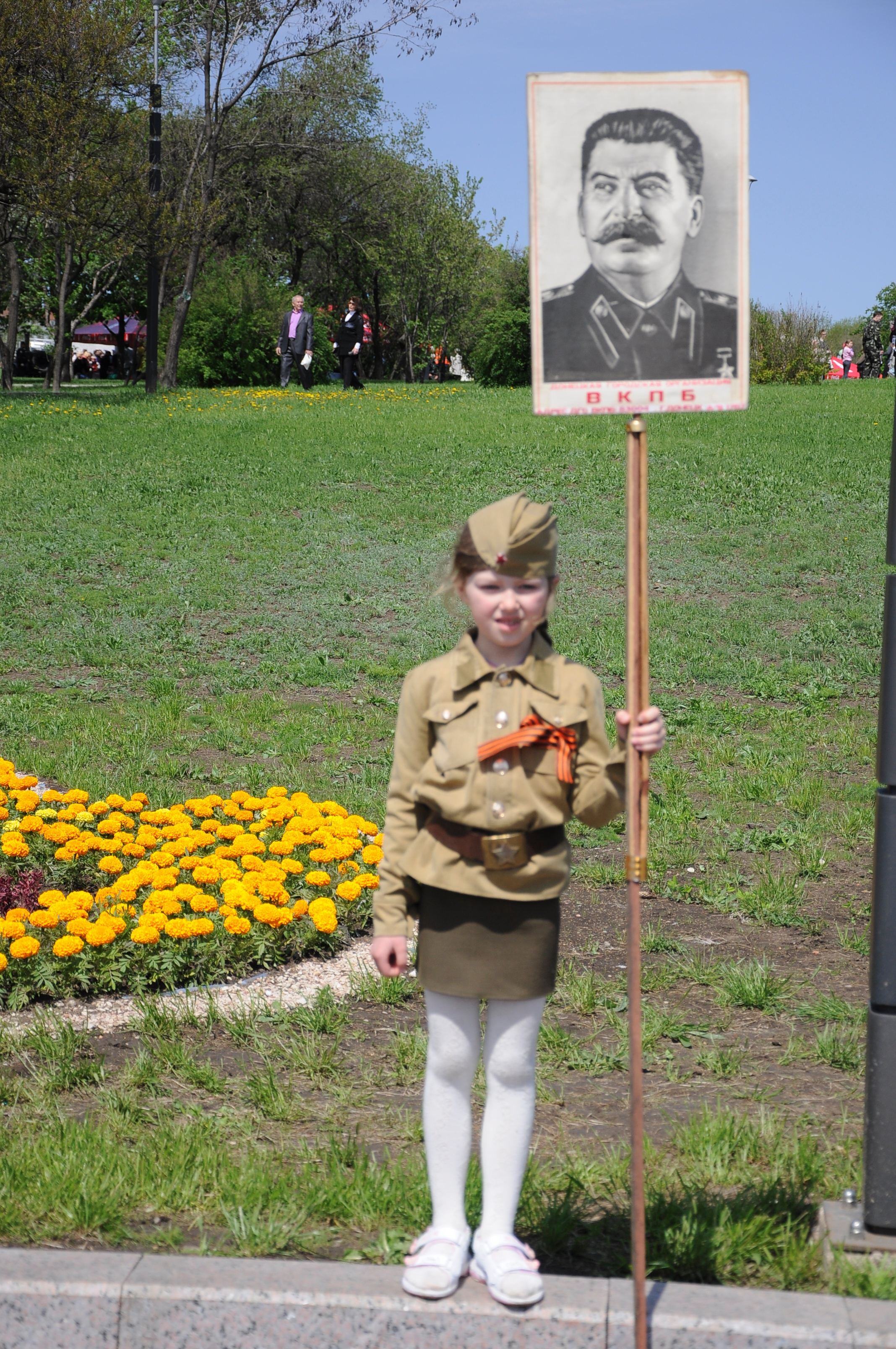
Bambina con la divisa dell'Armata rossa innalza un cartello con la fotografia di Stalin, a suo ricordo, nell'anniversario della fine della Seconda Guerra Mondiale

I culti della personalità caratterizzano di norma gli Stati totalitari o le nazioni che hanno sperimentato di recente una rivoluzione. La reputazione del capo, spesso caratterizzato come "liberatore" o "salvatore" del popolo, eleva questi a un livello quasi divino. Le sue immagini appaiono ovunque, così come statue e altri monumenti innalzati alla sua grandezza ed alla sua saggezza. Slogan del capo troneggiano su enormi cartelloni e libri contenenti i suoi discorsi ed i suoi scritti riempiono scuole, biblioteche e librerie. Il livello di adulazione può raggiungere vette che appaiono assurde agli estranei: ad esempio, durante la Rivoluzione culturale cinese, tutte le pubblicazioni, comprese quelle scientifiche, avevano una citazione di Mao Zedong e tutte erano stampate in grassetto e in rosso.
I culti della personalità mirano a far apparire il capo e lo Stato come sinonimi, così che diventi impossibile concepire l'esistenza dell'uno senza l'altro. Questo serve a giustificare le regole dure, e spesso incomprensibili, della dittatura e a propagandare nei cittadini la visione del capo che opera come governante giusto e buono. Questi atteggiamenti servono per reprimere l'opposizione interna a vantaggio di una élite dominante. Sia Mao che Stalin usarono il loro culto della personalità per schiacciare i loro oppositori politici.
Il culto della personalità non appare universalmente in tutti i regimi totalitari o le società autoritarie. Alcuni dei regimi più oppressivi della storia infatti mostrarono poca o nessuna adorazione del capo. Il governo dei Khmer rossi marxisti in Cambogia, la dittatura militare di Pinochet in Cile e il governo teocratico talebano dell'Afghanistan mancavano di molte delle caratteristiche del culto della personalità e i capi di questi regimi rimasero fondamentalmente anonimi. In questi casi, l'assenza del culto della personalità sembra parzialmente motivata dal desiderio di proiettare un'immagine di uno Stato senza volto, ma onnipresente e onnisciente. In altri casi, come nella Cina del dopo Mao, le autorità disapprovarono la fondazione di un culto della personalità per paura che ciò potesse alterare l'equilibrio di potere tra i capi all'interno dell'élite politica.
La creazione di un culto così vasto spesso portò alla critica dei regimi di Iosif Stalin e Mao Zedong. Durante l'apice del loro potere, entrambi questi capi apparivano come governanti onniscienti e semi-divini, destinati a guidare la nazione per l'eternità. Gli ordini governativi prescrivevano l'esibizione dei loro ritratti in ogni casa e in ogni edificio pubblico, e molti artisti e poeti venivano istruiti per produrre solo opere che glorificassero il leader. Per giustificare questi livelli di adorazione, sia Mao che Stalin cercarono di presentare loro stessi come falsamente umili e modesti e caratterizzavano questi comportamenti come dimostrazioni spontanee di affetto da parte del loro popolo. Stalin in particolare usò questa scusa per giustificare la massiccia campagna del Partito Comunista per ribattezzare le cose in suo onore (come la città di Stalingrado).
Il culto della personalità può collassare molto rapidamente dopo l'estromissione o la morte del capo e sia Stalin che Mao ne furono esempi. Quasi sempre il capo, precedentemente soggetto al culto della personalità, viene diffamato dopo la sua morte rimuovendone le statue e rinominando le cose che gli erano state intitolate in precedenza (la cosiddetta damnatio memoriae).
Si deve notare che il termine "culto della personalità" non si riferisce in genere al mostrare rispetto per i defunti (come nel caso dei "padri della nazione"), né si riferisce all'onorare capi simbolici che non hanno un reale potere. L'ultimo caso avviene spesso nelle monarchie, come in quella thailandese, nel quale l'immagine del re o della regina viene rispettosamente mostrata in molti luoghi pubblici, ma le convenzioni o le leggi proibiscono di convertire questo rispetto in un reale potere politico.
Altri notevoli culti della personalità del passato sono quelli che hanno riguardato le figure di Benito Mussolini nell'Italia fascista, di Adolf Hitler nella Germania nazista, di Mustafa Kemal Atatürk in Turchia, di Ho Chi Minh in Vietnam, di Josip Broz Tito in Jugoslavia, di Enver Hoxha in Albania, di Francisco Franco in Spagna, di Nicolae Ceaușescu in Romania, di Saddam Hussein in Iraq e dei dittatori nordcoreani Kim Il-sung, Kim Jong-Il e Kim Jong-Un. La Roma imperiale e il mondo della Grecia antica mostrarono molte caratteristiche equivalenti a quelle dei moderni culti della personalità, nell'Antico Egitto in particolar modo, il monarca veniva elevato al livello di un Dio-Re.

## Nei culti religiosi
Il culto della personalità in uno Stato, come descritto in precedenza, è molto simile al funzionamento della leadership centrata sulla persona dei guru di certi culti. Infatti, alcuni studiosi religiosi considerano i culti come delle mini-dittature. Quando i seguaci vedono il guru come un grande santo o un'incarnazione di un essere immortale, allora questo culto della personalità può assumere delle forme estreme. Spesso, i culti o i nuovi movimenti religiosi difendono questa pratica comparandosi alle religioni principali come il Cristianesimo, nel quale Gesù venne adorato quando era ancora vivo. Oppure si difendono riferendosi al principio dell'Ishta-Deva presente nell'Induismo.

## Nelle opere di fantasia
- Il più famoso tra i culti della personalità fittizi è probabilmente quello del Grande Fratello nel romanzo 1984 di George Orwell del 1948.
- Nel film parodistico Il dormiglione di Woody Allen (1973) il mondo intero è dominato da un leader ucciso dai ribelli e di cui è rimasto solo il naso.
- Il romanzo di fantascienza L'imperatore-dio di Dune di Frank Herbert del 1981, quarto capitolo del Ciclo di Dune, è incentrato sul regno millenario di Leto Atreides II, ormai signore assoluto dell'universo, quasi immortale e venerato appunto come "Imperatore-Dio", facendo coincidere le due forme tipiche del culto della personalità.
- CM Punk si definisce il culto della personalità.